# Josef Bartoš
Pour les articles homonymes, voir Bartoš.
Josef Bartoš, né le 4 mars 1887 à Vysoké Mýto et mort le 27 octobre 1952 à Prague, est un musicographe tchèque.

## Biographie
Josef Bartoš fait ses études avec Karel Stecker (de) au Conservatoire de Prague ainsi qu'avec Otakar Hostinský (de) et Nejedlý à l'Université Charles de 1905 à 1909. Il est ensuite professeur et critique musical. Il publie des monographies sur Antonín Dvořák en 1913, Zdeněk Fibich en 1914 (réédité en 1941) et Otakar Ostrčil en 1936, ainsi qu'un ouvrage important sur le Théâtre national de Prague en 1938.